# Энергетиков (Зугрэс)

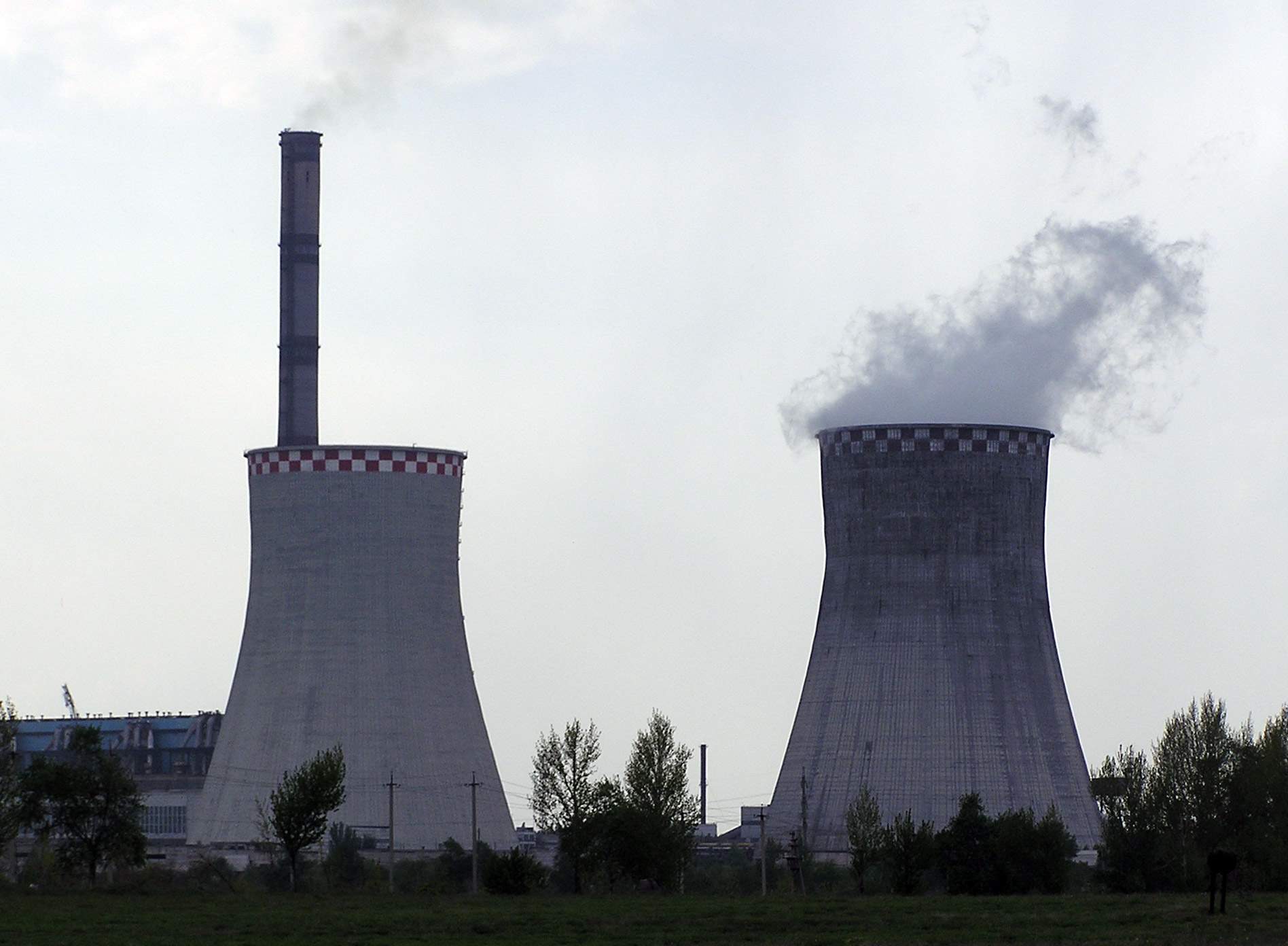
Зуевская ТЭС, вид с трассы при подъезде со стороны г. Шахтёрск

Посёлок энергетиков (укр. Селище енергетиків) — микрорайон в городе Зугрэс с населением около 7000 человек, расположенный в 40 км восточнее Донецка (Донецкая область, Украина).
Основан как посёлок энергетиков в 1975 году в связи с начавшимся строительством ЗуГРЭС (ныне ЗуТЭС).

## Физико-географическая характеристика

### Географическое положение
Посёлок расположен в равнинной местности на территории без существенного колебания высот за исключением технологических построек Зуевской ТЭС, которые размещены на холме приблизительно на 1 км севернее посёлка.
| Ближайшие населённые пункты | Ближайшие населённые пункты | Ближайшие населённые пункты |
| --------------------------- | --------------------------- | --------------------------- |
| Северо-запад: Харцызск      | Север: п. Зуевка            | Северо-восток: п. Сердитое  |
| Запад: Зугрэс               |                             | Восток: Шахтёрск            |
| Юго-запад Иловайск          | Юг: пгт. Шахтное            | Юго-восток: Цупки           |

### Климат
Климат резко континентальный, летом температура воздуха в тени нередко может превышать +30 градусов по Цельсию, зимой опускаться ниже −15 градусов по Цельсию. Зугрэс-2 расположен в ветровом Донецко-Таганрогском коридоре, безветренных дней в году почти нет. Летом нередки длительные засушливые периоды, зимой — резкая смена температур. Всё вышеперечисленное является причиной принадлежности территорий вокруг города (как, впрочем, и большинства площадей Донбасса) к зоне рискованного земледелия.

### Растительный и животный мир
Территории вокруг посёлка представлены в основном степными ландшафтами, изменёнными с учётом сельскохозяйственной деятельности человека: присутствует большое количество ветрозаградительных лесополос как по окраинам полей, так и вдоль автомобильных дорог. Южнее и юго-западнее посёлка вдоль шлакопровода, идущего от Зуевской ТЭС, расположена большая лесопосадка, образованная насаждениями различных видов лиственных деревьев (дуб, клён, вяз и т. п.).

## Общественно важные здания и учреждения
Пожарная часть, поликлиника, торговый центр «Энергетик», киноконцертный комплекс «Луч».

## Инфраструктура и транспорт
Микрорайон расположен вблизи трассы Н-21, фактически являющейся южной границей Зугрэс-2.
Трасса проходит вдоль микрорайона почти строго с востока на запад, делая лёгкий загиб к северо-западу на границе района.

### Междугородное сообщение
Благодаря проходящей непосредственно вблизи территории микрорайона трассе Н-21, которая напрямую связывает микрорайон в восточном направлении с городами Шахтёрск—Торез—Снежное, а в западном направлении с городами Харцызск—Макеевка—Донецк, жители микрорайона имеют возможность быстро и эффективно перемещаться между лежащими поблизости городами.
Этому способствует в том числе и относительно большое количество автотранспортных предприятий области, как государственной, так и частных форм собственности, предоставляющих услуги по пассажирским и грузовым перевозкам. Так, в частности, для поездок в областной центр (г. Донецк) наиболее популярными среди населения являются маршрутные такси, следующие по маршрутам Шахтёрск—Донецк, Торез—Донецк, Снежное—Донецк. Маршрутные такси в подавляющем большинстве являются микроавтобусами производства Украины, России, Германии и США.

### Места остановок транспортных средств
Для посадки/высадки пассажиров автотранспортом, проходящим по трассе Н-21, оборудованы крытые бетонные места остановок общественного транспорта. Около мест остановок устроены дорожные «карманы» для подъезжающего транспорта, увеличивающие безопасность обслуживания пассажиров. При движении к микрорайона со стороны центра, первое место остановки расположено на трассе напротив киноконцертного комплекса «Луч», второе — рядом с домом № 37, фактически на углу посёлка.
Для облегчения пересечения дорожного полотна прибывающими и убывающими пассажирами около мест остановок транспортных средств на проезжей части трассы Н-21 оборудованы нерегулируемые пешеходные переходы, обозначенные на асфальтном покрытии соответствующей дорожной разметкой (то есть «зебрами», проходящими перпендикулярно направлению движения).
Пригородное сообщение связывает с п. Николаевка и п. Заречье через Зугрэс, так же с Зугрэсом связывает движение рабочего транспорта

## Образование
- ОШ 17 [ранее - Зугрэсский учебно-воспитательный комплекс № 3], директор — Бондаренко Ирина Леонидовна.
- Детский сад «Ромашка», заведующий — Бондарь Инна Владимировна

## Молодёжные движения
- В микрорайоне действует военно-патриотический клуб «Доброволец» под руководством Кучеренко Михаила Геннадиевича, а также отделение «УкраЇнського козацтва» под руководством Шилова Виктора Александровича.

Сфера интересов клуба «Доброволец» лежит не только в области воспитания молодёжи, но и в восстановлении и углублении исторических сведений о доблестной военной славе Донецкого края. Сфера интересов отделения является ознакомления с историей украинского козачества, приобщение к общественной деятельности, а также к здоровому образу жизни.
Кроме военно-патриотического направления, очень популярной является игра «КРОКС», тренировки проводятся на территории лицея № 3, их руководством занимается Татаринов Александр Григорьевич. Данная игра развивает силу, ловкость, скорость, логику и проверяет умственное развитие. Молодежь Зугрэса-2 в данной игре показывает отличные результаты на всех уровнях (городском, областном, всеукраинском).

## Досуг

### Радиолюбительская связь
На дымоотводной трубе Зуевской ТЭС расположен УКВ ЧМ репитер радиолюбительской связи, позывной — UR0IVL. Часть RX находится на отметке 270 м, часть TX — на отметке 290 м.

## Отдых
Основную рекреационную нагрузку в летнее время несут расположенные в окрестностях микрорайона водоемы: Зуевское водохранилище (включая базу отдыха на нём), Ольховское водохранилище, река Крынка, а также затопленные естественными родниковыми водами выведенные из промышленной эксплуатации каменные карьеры Будённовского шахтоуправления.
Также в окрестностях микрорайона расположены несколько садово-огородных товариществ, служащих как местами отдыха, так и подспорьем для бюджета семей многих жителей.
Все пяти- и девятиэтажные дома микрорайона имеют почтовый адрес: «ул. 60 лет Октября, дом хх».
Рядом с дорогой, соединяющей посёлок энергетиков и посёлок Зуевка, недалеко от въезда в последний расположен мемориал «Памяти жертвам экологического террора», посвященный аварии 1986 года на Чернобыльской АЭС.